# 조용한 미국인
《조용한 미국인》(영어: The Quiet American)은 1955년 발행된 그레이엄 그린의 소설이다. 1958년과 2002년에 영화로 각색되었다.

## 각색

### 영화
소설은 두 번 영화화되었다. 1958년 영화는 소설의 주제를 바꾸어 미국의 간섭주의에 대한 이야기가 아닌 반공산주의적 이야기로 바꾸었다. 2002년에 만들어진 영화는 이 소설을 바탕으로 한다. 2002년에 공개된 영화는 본래 2001년 9월 10일에 시사회로 긍정적인 반응을 얻었으나 다음날 9·11 테러가 발생하였고 이후 시사회로 상영될 때마다 반응이 좋지 않았다. "비애국적인" 메시지에 대한 비판에 순응하여 미라맥스는 영화를 1년 동안 보류했다.
- 콰이어트 아메리칸 (1958)
- 콰이어트 아메리칸 (2002)